# Pasar Kota Bakti
Pasar Kota Bakti is een bestuurslaag in het regentschap Pidie van de provincie Atjeh, Indonesië. Pasar Kota Bakti telt 766 inwoners (volkstelling 2010).